# O podvizima rimskih careva i papa
O podvizima rimskih careva i papa (lat. De gestis Romanorum imperatorum et summorum pontificatum), srednjovjekovna kronika splitskog kroničara Mihe Madijeva de Barbezanisa (o. 1284. – 1358.). Sačuvan je samo drugi dio djela koji obrađuje period od 1290. do 1330. godine.
Autor je imao namjeru napisati kroniku europske povijesti, ali uglavnom opisuje događaje u Dalmaciji, osobito sukobe Bribiraca i dalmatinskih gradova. U kronici se, osim događaja iz Hrvatske i Ugarske, nalaze i podaci o prilikama u Italiji i u Srbiji. Kronika Mihe Madijeva zaostaje po književnom stilu, prezentaciji informacija i naraciji za starijom kronikom Tome Arhiđakona, također Splićanina.

## Sadržaj kronike
Drugi dio kronike počinje 1290. godinom i izborom pape Nikole IV. na što se nadovezuju kratke informacije o Celestinu V., Bonifaciju VIII., Benediktu XI. i Klementu V. Iza njih, kronika se nastvlja duljim odlomkom o njemačkom caru Henriku VII., nakon čega slijedi odlomak o Robertu, kralju Apulije, zatim o svetom Henriku te opet o kralju Robertu. Nakon izlaganja o papi Ivanu XXII. Miha opisuje situaciju u Srbiji pod Nemanjićima te o hrvatsko-ugarskom kralju Karlu I. iz dinastije Anžuvinaca. Jedan odlomak posvetio je podrijetlu građana grada Splita, a potom iznosi vijesti o porazu i padu hrvatskog bana Mladena II. iz roda Šubića te nastavlja opisivati kaotičnu situaciju nakon sloma Bribiraca i pobunu Nelipčića protiv kraljevske vlasti.